# Proteinski trimer
Proteinski trimer u biohemiji je makromolekularni kompleks formiran od tri, često ne-kovalentno vezana, makromolekula kao što su proteini ili nukleinske kiseline. Homo-trimer se formira od tri identična molekula, dok se hetero-trimer formira od tri različita makromolekula. Kolagen je primer homo-trimernog proteina.

## Literatura
1. ↑  „Entrez Gene: PCNA proliferating cell nuclear antigen”.
2. ↑  Bowman GD, O'Donnell M, Kuriyan J (2004). „Structural analysis of a eukaryotic sliding DNA clamp-clamp loader complex”. Nature. 429 (6993): 724—30. PMID 15201901. doi:10.1038/nature02585.
3. ↑  Wyckoff, R.; Corey, R. & Biscoe, J. (1935). „X-ray reflections of long spacing from tendon”. Science. 82 (2121): 175—176. PMID 17810172. doi:10.1126/science.82.2121.175.
4. ↑  Clark, G.; Parker, E.; Schaad, J. & Warren, W. J. (1935). „New measurements of previously unknown large interplanar spacings in natural materials”. J. Amer. Chem. Soc. 57 (8): 1509. doi:10.1021/ja01311a504.
5. ↑  Di Lullo, Gloria A.; Sweeney, Shawn M.; Körkkö, Jarmo; Ala-Kokko, Leena & San Antonio, James D. (2002). „Mapping the Ligand-binding Sites and Disease-associated Mutations on the Most Abundant Protein in the Human, Type I Collagen”. J. Biol. Chem. 277 (6): 4223—4231. PMID 11704682. doi:10.1074/jbc.M110709200.